# Museum der Erde (Warschau)

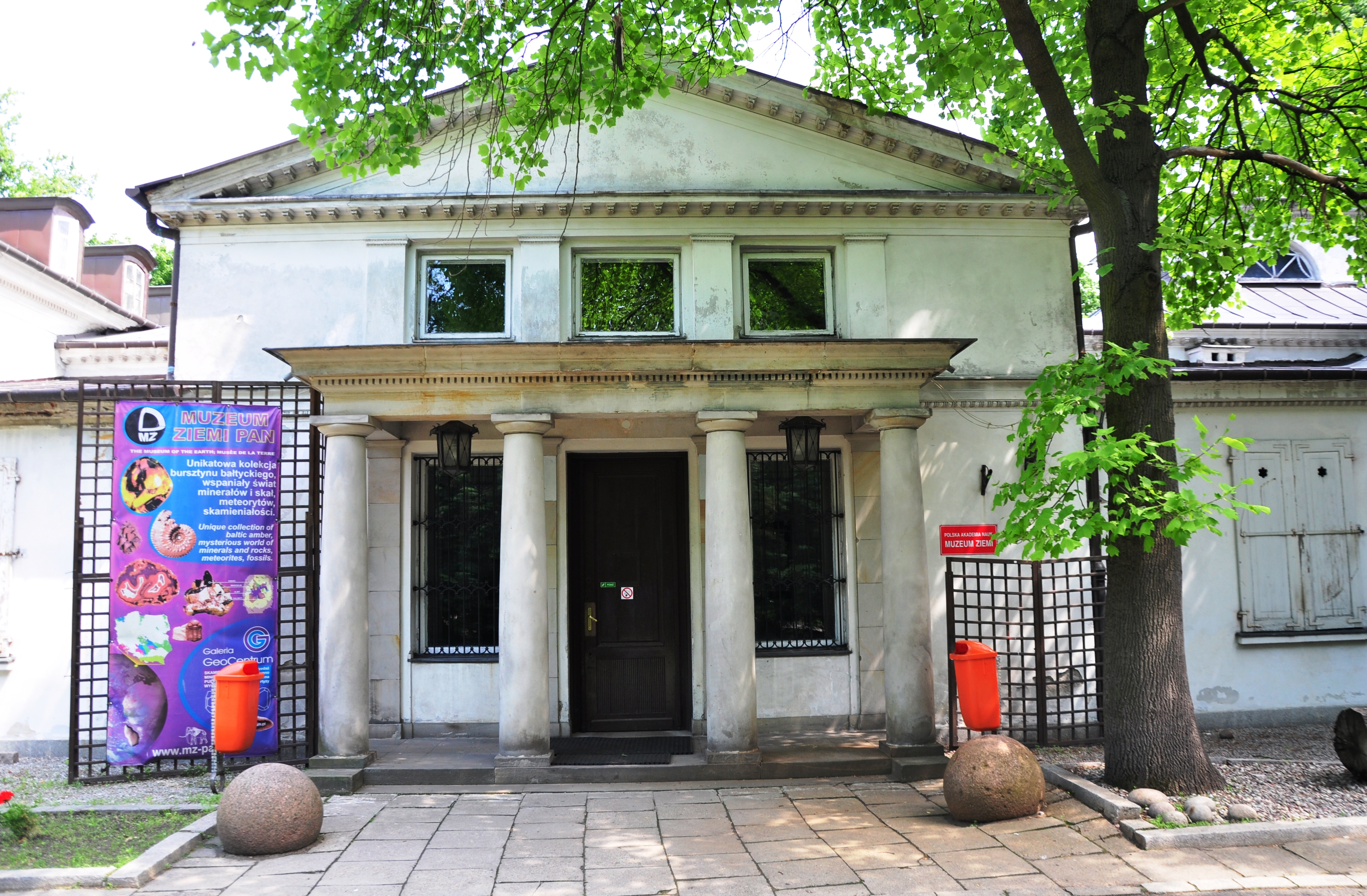
Eingang zum Museum der Erde am Nordende der Aleja na Skarpie

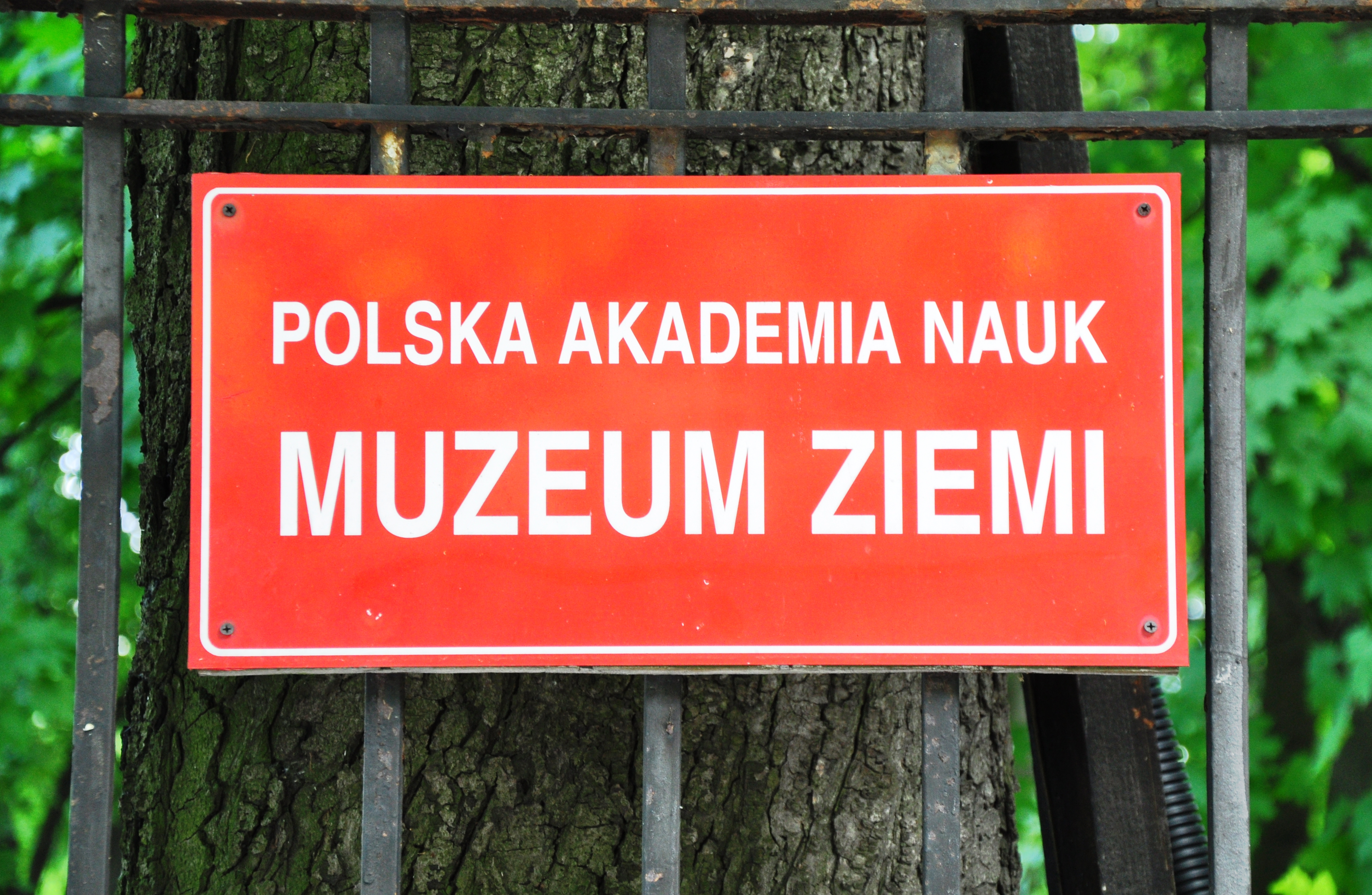

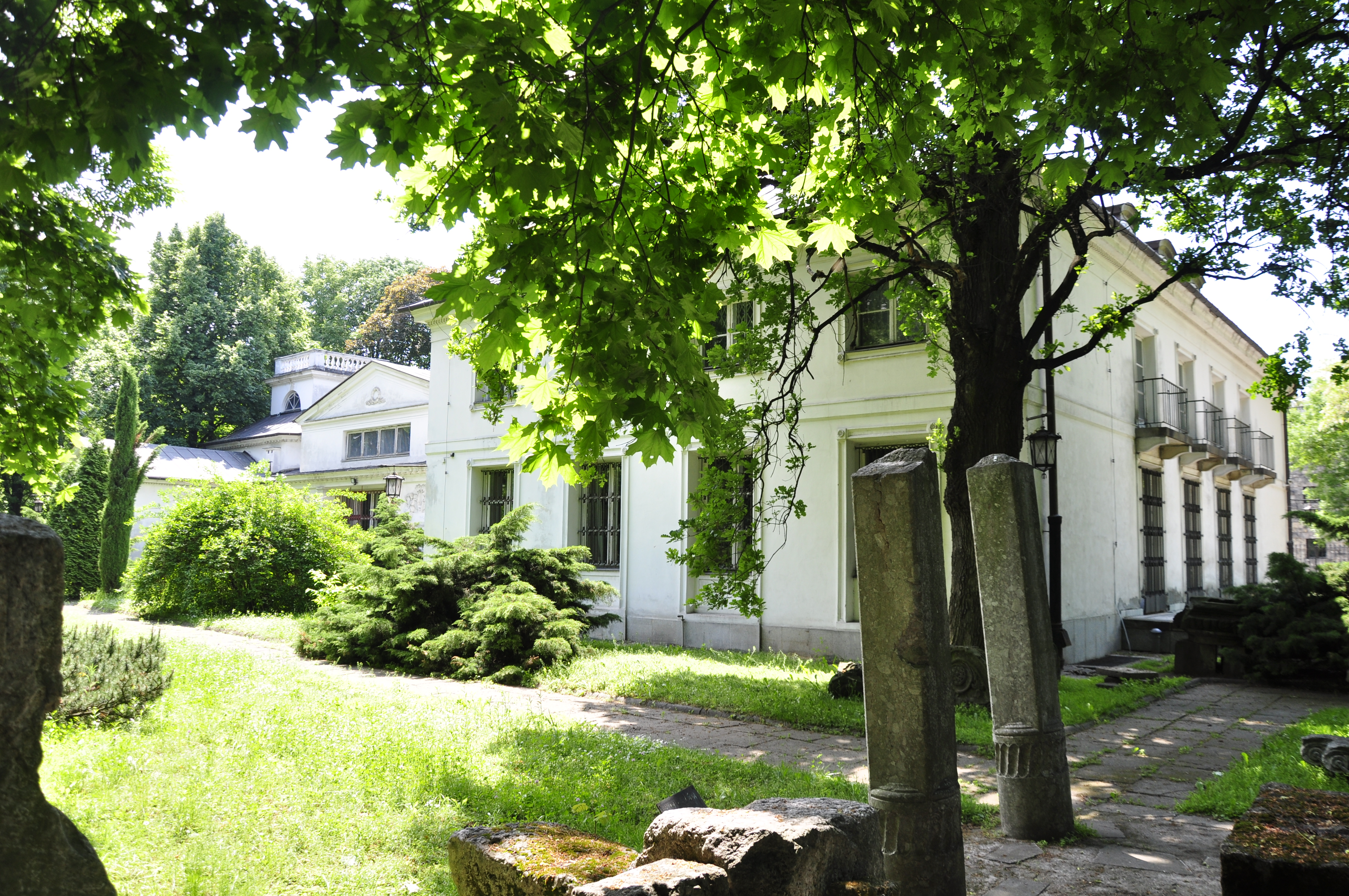
Rückwärtige Ansicht des Frascati-Palais

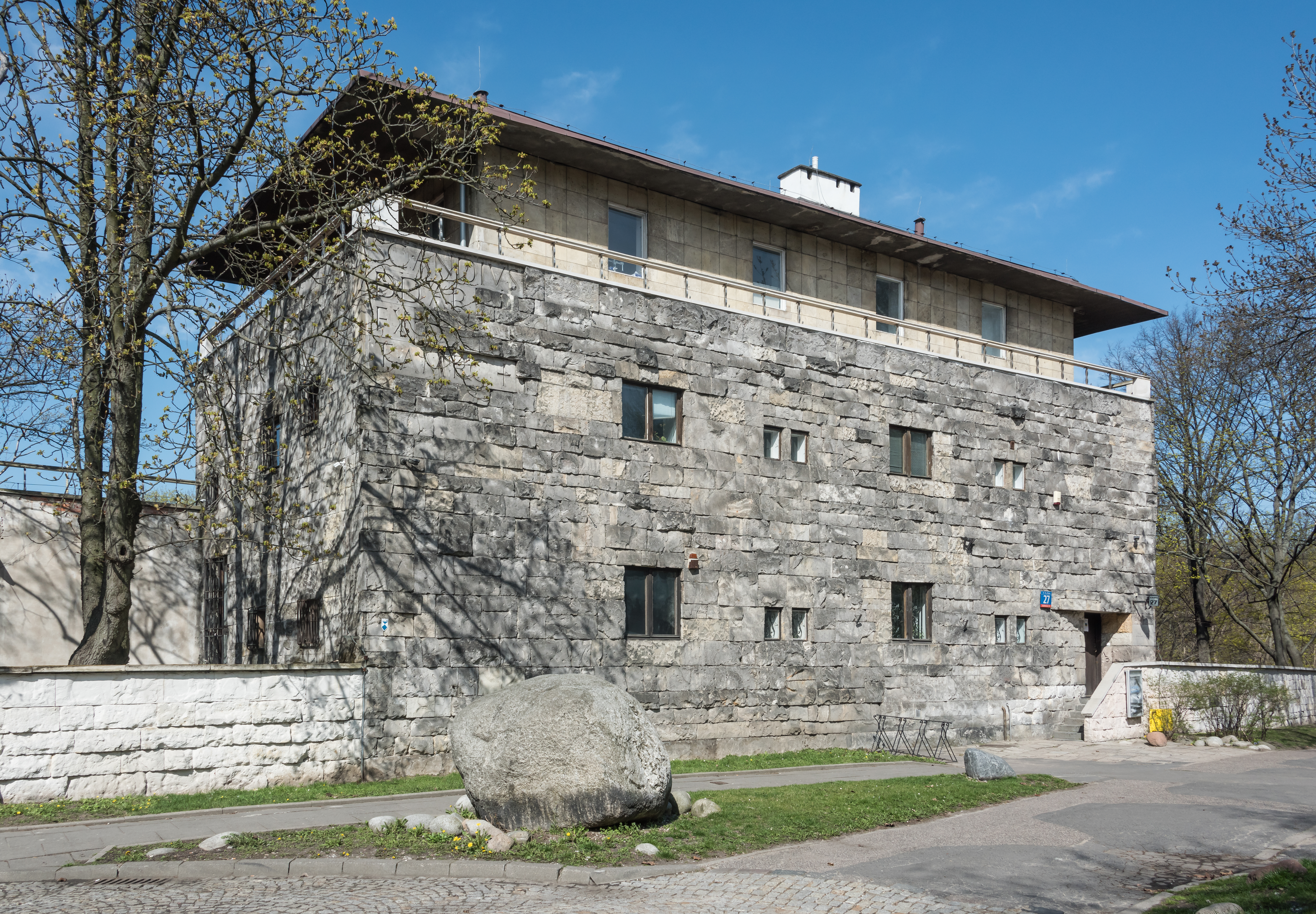
Die Pniewski-Villa

Das Museum der Erde (polnisch: Muzeum Ziemi PAN) in Warschau ist ein geologisch-paläontologisches Museum, das 1948 gegründet wurde und heute der Polnischen Akademie der Wissenschaften (PAN) angeschlossen ist. Die Anfänge des Museums gehen bis in das Jahr 1932 zurück. Neben umfangreichen Mineralien-, Meteoriten- und Fossiliensammlungen ist besonders die Bernsteinsammlung, die zu den größten der Welt zählt, von Bedeutung.

## Gebäude
Das Museum ist in zwei sich gegenüberliegenden historischen Gebäuden am nördlichen Ende der Aleja na Skarpie in der Innenstadt untergebracht. Die Gegend gehört zu dem ehemaligen „Park na Górze“ (deutsch: „Park auf dem Berge“ oder auch „Park oberhalb der Böschung“), der 1779 nach einem Plan von Simon Gottlieb Zug für Kazimierz Poniatowski angelegt wurde. Er befand sich an der Warschauer Weichselböschung (an deren Kante die beiden Museumsgebäude stehen) und existiert teilweise als Rydz-Śmigły-Park noch heute.

### Weißes Frascati-Palais
Das „weiße Frascati-Palais“ (polnisch: Biały Pałacyk na Frascati), basiert auf einem aus Holz gefertigten Sommerpalais, das 1779 nach einem Entwurf von Simon Gottlieb Zug errichtet wurde. Zu dem Gebäude gehörte ein separater Küchenbau. Anfang des 19. Jahrhunderts wurde die vorhandene Bausubstanz miteinander verbunden und unter dem damaligen Eigentümer, dem französischen Gastronomen Simon Chovot zu einem Restaurant umgebaut. Den Garten der Anlage nannte er „Frascati“. In Folge wechselte der Besitz mehrfach den Eigentümer: der stellvertretende Gouverneur Nikolai Nowossilzew und der polnische General in russischen Diensten Józef Rautenstrauch lebten hier. 
In der zweiten Hälfte des 19. Jahrhunderts wurde der Besitz von der Gräfin Róża Potocki-Branicka (1780–1862) erworben. Später erbte ihr Enkel Władysław Branicki den klassizistischen Palast. Im Jahr 1948 erfolgte die teilweise Umgestaltung und Restaurierung als Bestandteil des Museums der Erde unter der Leitung der Architekten Zbigniew Karpiński und Tadeusz Zieliński. Der Palast hat heute die Adresse Aleja na Skarpie 20/26. Frühere Adressen waren Aleja Legionów 20/26 und Ulica Wiejska 10.

### Pniewski-Villa
Die „Pniewski-Villa“ (polnisch: Willa Pniewskiego) basiert auf einem 1781 – ebenfalls unter Simon Gottlieb Zug – errichteten Gebäude. Nach dem Tode von Kazimierz Poniatowski im Jahr 1800 war es Sitz der Freimaurerloge. Später wurde das Zoologische Museum der Branickis im Gebäude untergebracht. In den Jahren 1935 bis 1938 wurde es nach einem Projekt des Architekten Bohdan Pniewski grundlegend im eklektistischen Stil umgebaut, um dann als sein Wohnhaus genutzt zu werden.
Während des Zweiten Weltkrieges wurde die Familie Pniewski aus der Villa vertrieben. Im Rahmen der Kämpfe des Warschauer Aufstandes war die Villa eine wichtige Verteidigungsstellung der Aufständischen während der Kämpfe um die Ulica Książęca und den nahegelegenen Platz der drei Kreuze. Aus dieser Zeit stammen Blutspuren verwundeter Kämpfer auf der Treppe zum Kellergeschoss, die heute durch eine Glasplatte geschützt sind. Eine hier montierte Gedenktafel erinnert an die Kämpfe.
Nach dem Krieg zog der Architekt wieder ein und lebte im Haus bis zu seinem Tode 1965. Im Anschluss erwarb die Polnische Akademie der Wissenschaften die Villa von seinen Erben und bestimmte sie zum Sitz des Museums. 
Eine verschlüsselte Inschrift an der in den 1930ern neu gestalteten Frontfassade der Villa bezieht sich auf den umgestaltenden Architekt/Bauherren sowie die früher hier beheimateten Freimaurer.

„SCANDIUS/ DD AR/ FZ/ TAM :RC+ CO“

„Pnący się przebudował świątynię masonów i zamieszkał w niej“

„Der Emporklimmende (auch: Emporstrebende) hat den Tempel der Freimaurer umgebaut und sich darin niedergelassen“

Die Adresse der Villa lautet Aleja na Skarpie 27.

## Museum
Das Museum wurde 1948 auf Initiative der 1932 entstandenen Gesellschaft des Museums der Erde (polnisch: Towarzystwo Muzeum Ziemi) gegründet. Es beinhaltet folgende Abteilungen: Mineralogie und Petrografie, Geologie und geologische Monumente, Paläobotanik, Paläozoologie, Bernstein, Geschichte der geologischen Wissenschaften und Förderung der Erdwissenschaften. Die ersten, bereits 1932 erworbenen Sammlungen beinhalten Meteoriten aus der Umgebung der Städte Pułtusk und Łowicz, tertiäre Wirbellose aus den Gegenden von Wolhynien und Podolien,  Wirbellose und Brekzien aus Węże sowie die Sammlung von Henryk Arctowski zu Steinen und Mineralien aus der ganzen Welt. 
Bemerkenswert sind später dazugekommene paläozoologische Sammlungen, darunter eine bedeutende Sammlung von Wirbellosen aus der Kreide- und der Tertiär-Zeit sowie eine Sammlung von Devon-Fischen aus den Swietokrzyskie-Bergen. Es werden Jura-Ammoniten aus Łuków und Wirbellose aus dem Quartär gezeigt. Die paläobotanische Sammlung umfasst fossile Pflanzen aus Turoszów (Tertiär), von der Lubliner Hochebene (Kreide) sowie aus Ober- und Niederschlesien (Karbon-Zeitalter). 
Beachtenswert ist die umfangreiche Sammlung an Bernsteinen, Tierinklusionen in ihnen und anderen Naturharzen. Diese Sammlung gehört zu den weltweit größten ihrer Art. Schließlich sammelt und präsentiert das Museum Dokumente zur Geschichte der Geologie in Polen. Originale (Ikonografie und Manuskripte) ab dem 19. Jahrhundert dokumentieren die Arbeit bedeutender Forscher. Der Bestand des Museums umfasst rund 170.000 Artefakte und Exponate.
Initiator und erster Direktor des Museums von 1948 bis 1950 war Stanisław Małkowski. Ihm folgte Antonina Halicka (1908–1973), die das Museum bis 1973 leitete. Von 1974 bis zum Jahr 2008 war Krzysztof Jakubowski Museumsdirektor; am 1. Januar 2009 übernahm Ryszard Szczęsny die Leitung.

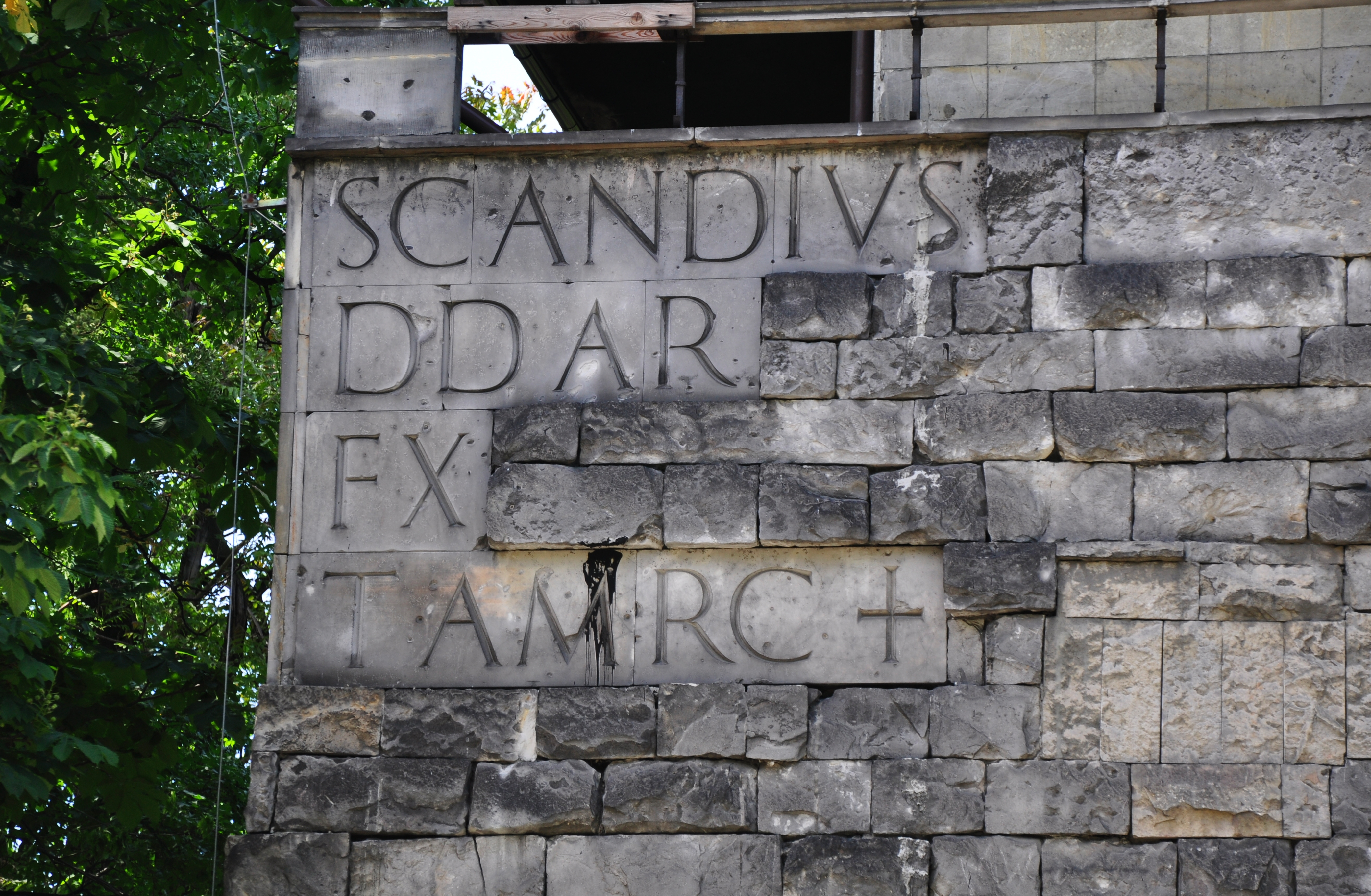
Detail an der Fassade der Pniewski-Villa
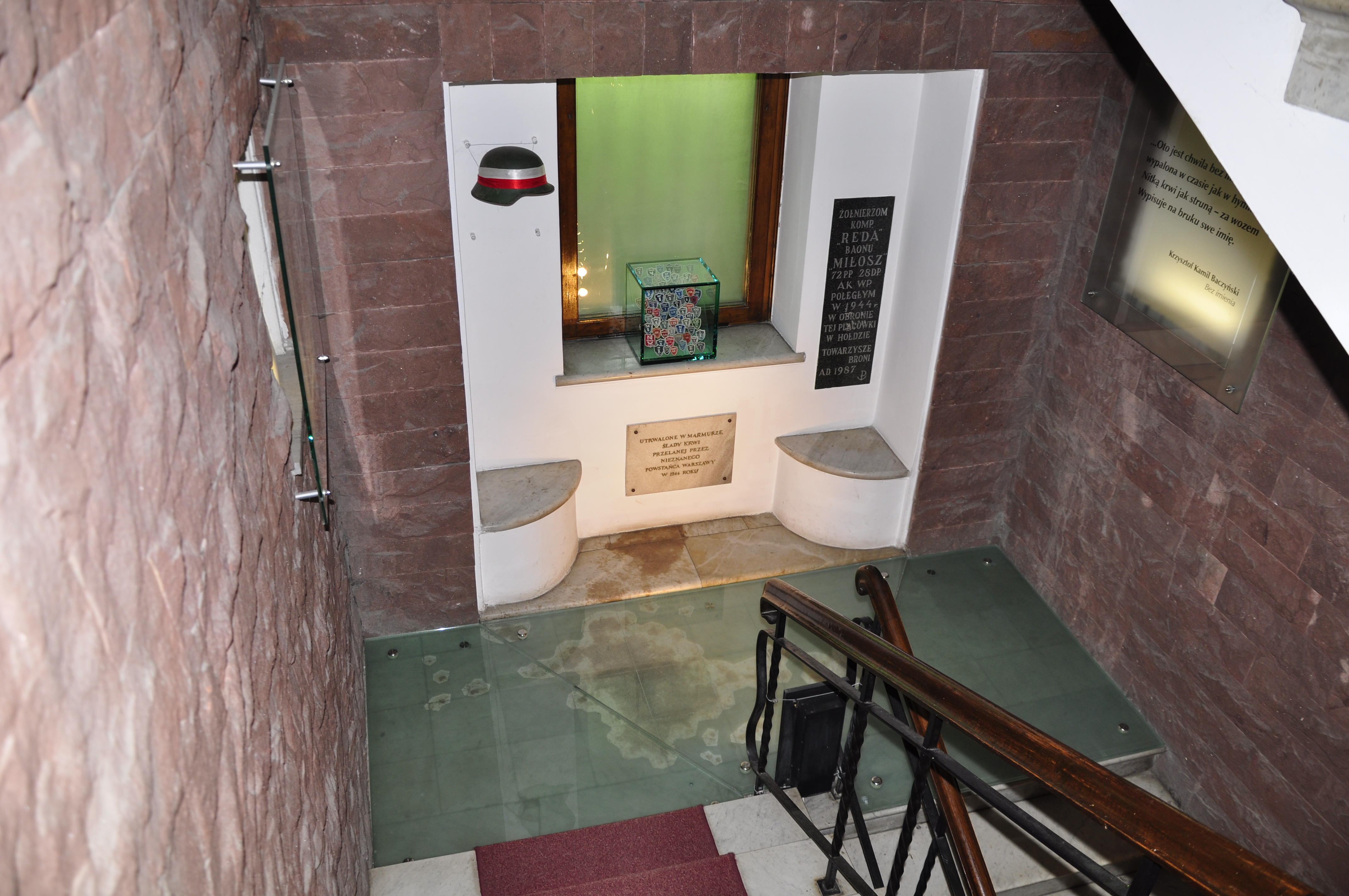
Gedenkstätte für hier Gefallene des Warschauer Aufstandes
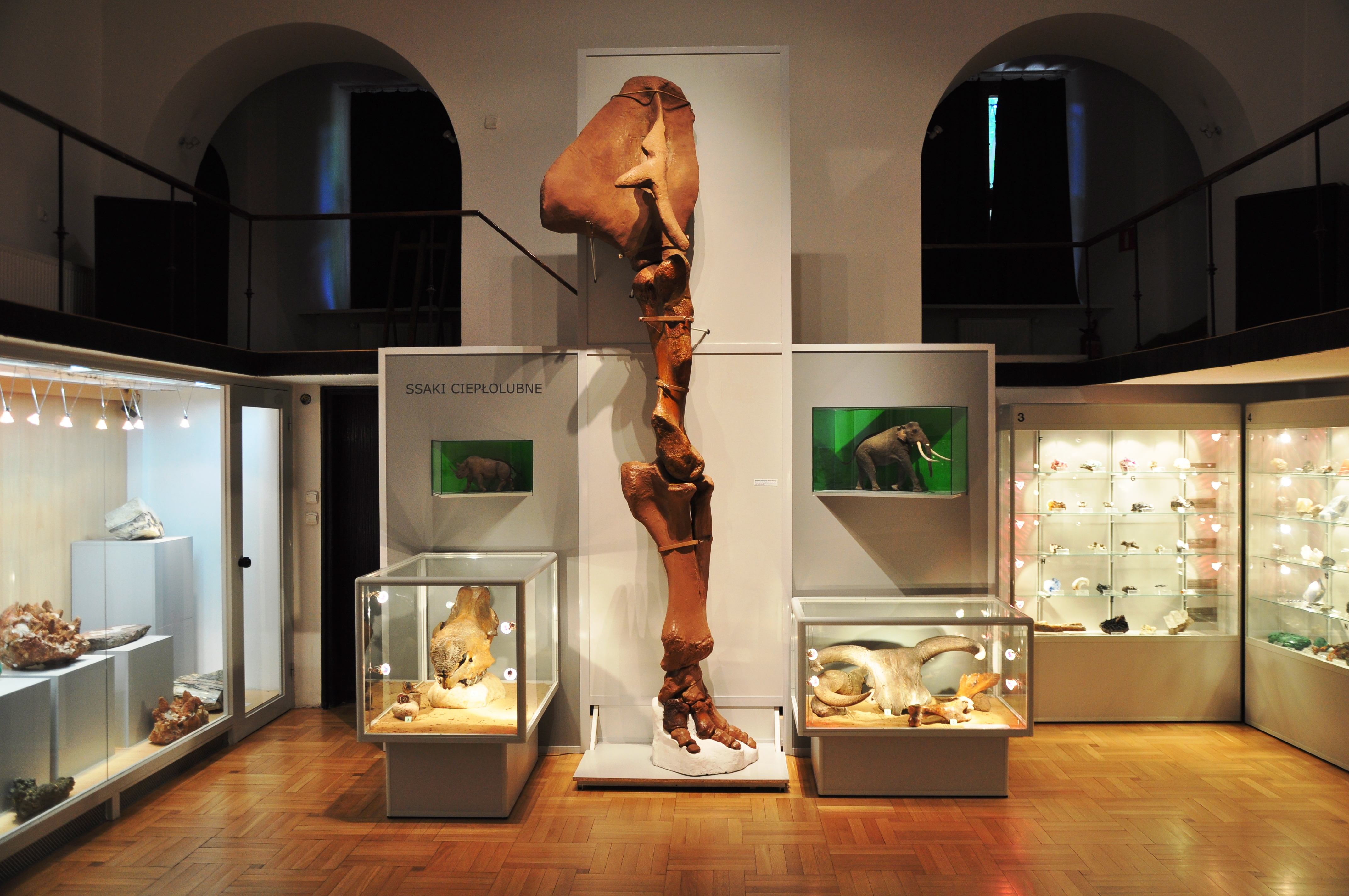
Ausstellungsraum in der Pniewski-Villa
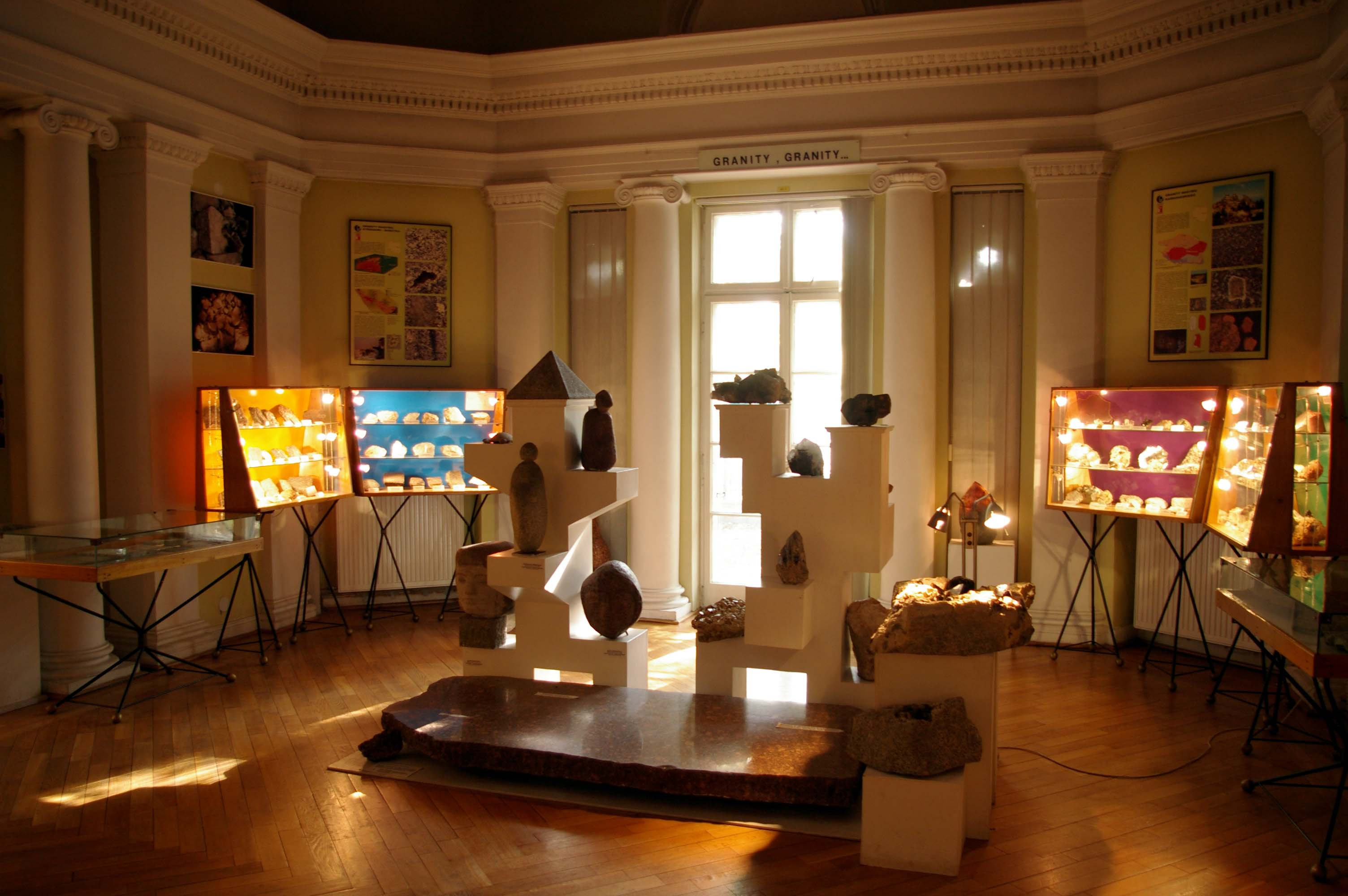
Ausstellungsraum im Frascati-Palast
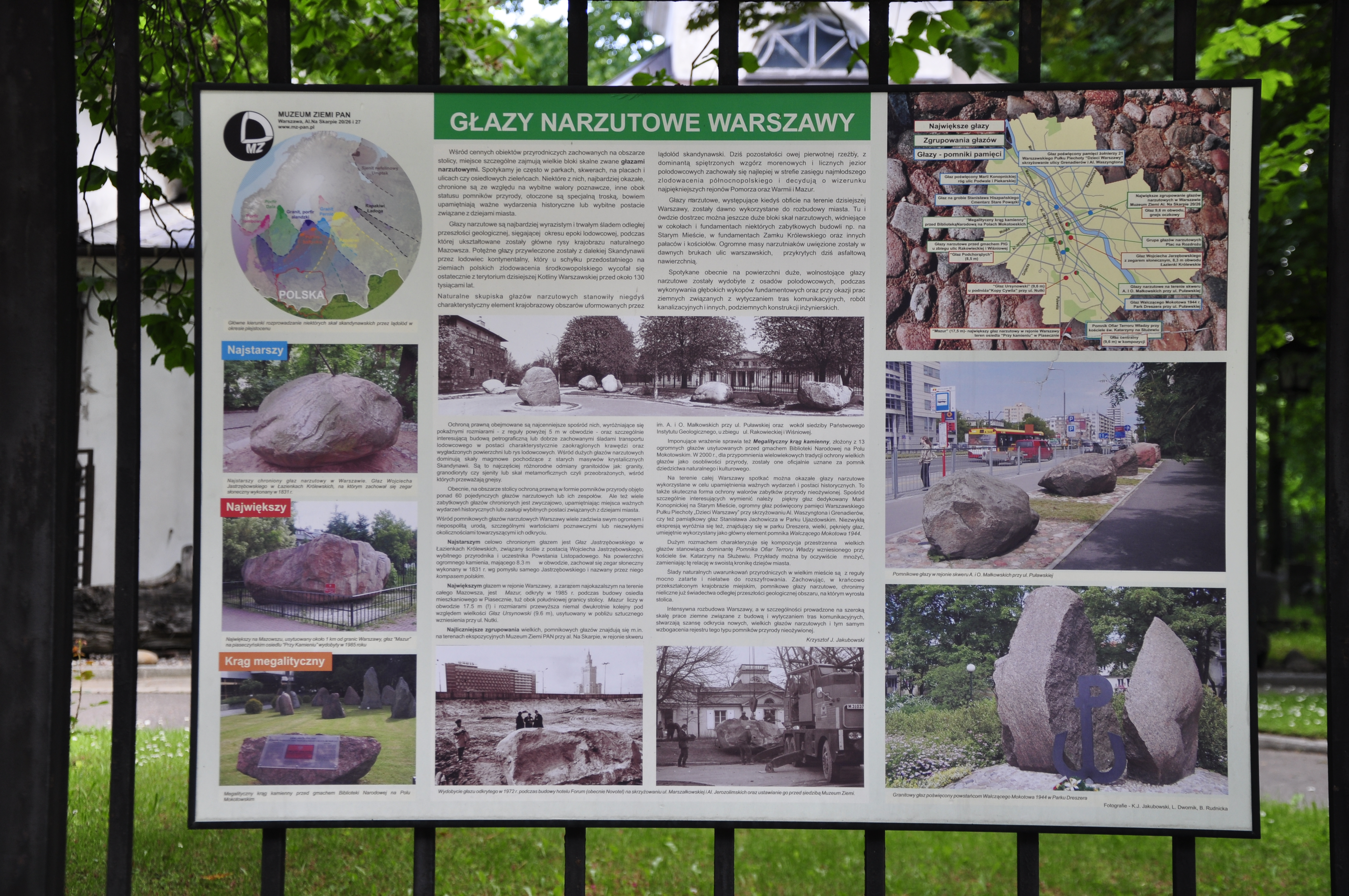
Informationstafel zu polnischen Findlingen im Außenbereich